# Tillandsia schultzei
Tillandsia schultzei là một loài thuộc chi Tillandsia. Đây là loài bản địa của Venezuela.